# Lego Prince of Persia
Lego Prince of Persia var en produktlinje produceret af den danske legetøjskoncern LEGO. Serien blev produceret i 2010 og var baseret på computerspillet Prince of Persia: The Sands of Time fra 2003 og filmen af samme navn fra 2010.

## Sæt
| Nummer | Sæt                      | Udgivet        | Dele | Minifigurer |
| ------ | ------------------------ | -------------- | ---- | ----------- |
| 7569   | Desert Attack            | 12. april 2010 | 67   | 4           |
| 7570   | The Ostrich Race         | 12. april 2010 | 169  | 3           |
| 7571   | The Fight for the Dagger | 12. april 2010 | 258  | 4           |
| 7572   | Quest Against Time       | 12. april 2010 | 506  | 4           |
| 7573   | Battle of Alamut         | 12. april 2010 | 821  | 7           |
| 20017  | BrickMaster exclusive    | 2010           | –    | 1           |